# Abraham Darby II
Abraham Darby (* 12. März 1711 in Coalbrookdale; † 31. März 1763 ebenda; genannt Abraham Darby II) war ein englischer Eisenfabrikant und Erfinder. Er ist der Sohn von Abraham Darby I.

## Leben
Abraham Darby II gehörte zu einer englischen Quäker-Familie, die im 17. und 18. Jahrhundert entscheidend Hüttenwesen und Eisenveredlung in England entwickelten. Abraham Darby übernahm 1730 das Eisenwerk des Vaters. Abraham Darby II zählt zu den bedeutenden Erfindern, da er 1735 die Holzkohle durch Koks, der ähnlich der Holzkohle in Meilern gewonnen wurde, ersetzte. Sein Sohn, Abraham Darby III (1750–1791), setzte den Familienbetrieb erfolgreich fort.